# Scott Lash
Scott Lash (Chicago, 23 de diciembre de 1945) es un sociólogo estadounidense. Es profesor de sociología y estudios culturales en el Goldsmiths College de la Universidad de Londres. Obtuvo su licenciatura en Psicología en la Universidad de Míchigan, la Maestría en Sociología de la Universidad Northwestern y el doctorado en la London School of Economics (1980).
Lash comenzó su carrera docente como profesor en la Universidad de Lancaster, donde se convirtió en profesor en 1993. En 1998 se trasladó a Londres para ocupar su puesto actual como director del Centro de Estudios Culturales y profesor de Sociología en el Goldsmiths College. Ha sido particularmente influyente en la sociología y estudios culturales.